# Villers-sur-Mer
Villers-sur-Mer là một xã ở tỉnh Calvados, thuộc vùng Normandie ở tây bắc nước Pháp.

## Dân số
| 1962                                                            | 1968  | 1975  | 1982  | 1990  | 1999  | 2004  |
| --------------------------------------------------------------- | ----- | ----- | ----- | ----- | ----- | ----- |
| 1 608                                                           | 1 669 | 1 769 | 1 853 | 2 019 | 2 318 | 2 566 |
| Nombre retenu à partir de 1962: Population sans doubles comptes |       |       |       |       |       |       |

## Lien externe
- architecture, histoire, patrimoine: conférences & visites  Lưu trữ ngày 14 tháng 10 năm 2015 tại Wayback Machine
- Site officiel
- Site consacré aux fossiles notamment de Villers-sur-mer
- Villers-sur-Mer sur le site de l'Insee Lưu trữ ngày 12 tháng 3 năm 2007 tại Wayback Machine

 ==Tham khảo==